# Chicote de armas
O chicote de armas (grafia alternativa chicote d'armas) ou chicote de roldão  (morningstar em inglês e Morgenstern em alemão) é uma arma medieval, semelhante ao mangual e à maça de armas, constituída por uma haste ou cabo, encabado numa corrente,  que remata numa ou mais maças ou esferas metálicas, que podem ser revestidas a espigões ou cravos de ferro, ou não. Trata-se de uma arma contundente-perfurante, que no século XIV ganhou particular popularidade, como forma a responder às inovações das armaduras, que se tinham  tornado especialmente resistentes às armas cortantes e corto-perfurantes.

## Feitio
O chicote de armas é constituído por um cabo (o mango), uma corrente (o loro) e por um objeto metálico, que pode ter vários formatos e dimensões (o pírtigo).
Amiúde confundido com o mangual, distingue-se por rematar num ou mais pírtigos metálicos ou de madeira, que podiam medir até 10 cm de diâmetro, oiriçadas de espigões ou pregos metálicos.
A corrente, também chamada loro, do chicote de armas, podia medir entre trinta a cinquenta centímetros, encabando numa haste, o chamado mango. Por seu turno, o mango ostentava consideráveis dimensões, sendo que nos chicotes de armas de infantaria, que eram, por sinal, os mais compridos, chegavam a atingir um metro e oitenta centímetros e eram usados contra cavalaria. Os exemplares de cavalaria ostentam mangos com dimensões que rondam entre os setenta centímetros e um metro.
Esta arma pesaria entre três a quatro quilos.

## Tipos especiais
Os chicotes-de-armas podiam variar conforme o tipo de pírtigo, que podia ser em madeira ou metal, esférico, cubico, piramidal ou de forma irregular, com espigões ou não. Também variavam consoante o número de loros e pírtigos.
- Aos chicotes de roldão cujo pírtigo se assemelhava a cubos de madeira, revestidos a estrepes, dava-se nome de chicote de língua.[2][6]

- Aos chicotes de roldão com dois ou mais loros e pírtigos (quase sempre de esferas oiriçadas) deu-se o nome de escorpião.[9] Em francês dava pelo nome de goupillon[2] e em inglês dava pelo eufemismo de holy water sprinkler (ambos significam “aspersório”).[10] Há alusões histórico-lendárias ao uso desta arma por parte do rei João I da Boémia, que mesmo cego desde os 40 anos, insistia em entrar nos campos de batalha, munido do escorpião, para atacar, literalmente, às cegas.[7]

## Uso

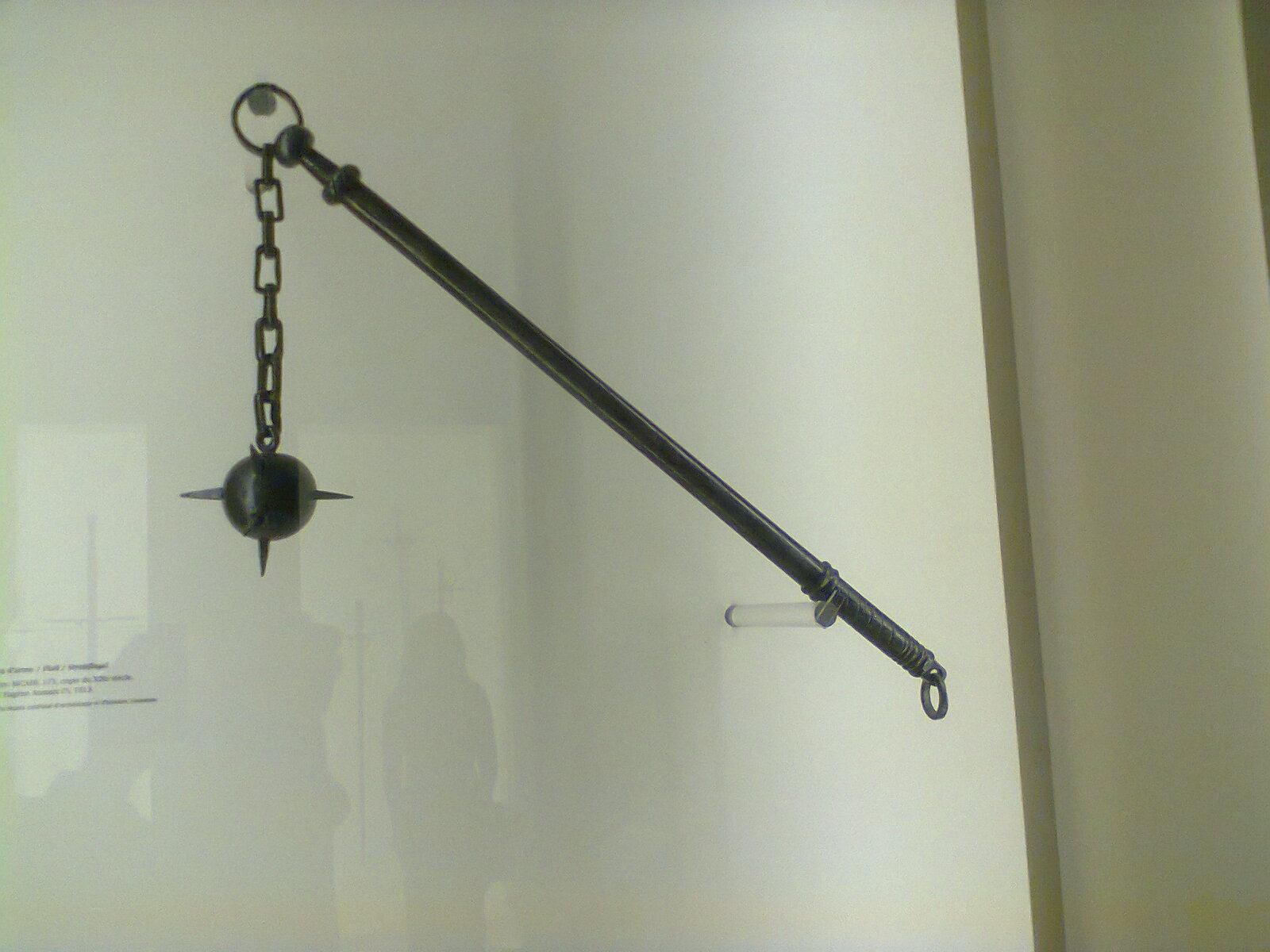
Chicote de roldão

O chicote de armas é uma arma fundamentalmente contundente, que tem como principal escopo percutir as armaduras do inimigo, aboucando-o. De um ponto de vista físico, o potencial ofensivo do chicote de armas, passa por fazer girar no ar o pírtigo, por forma a converter a energia potencial em energia cinética. No que respeita à sua mecânica de combate, assemelha-se à das maça de armas, que corresponde a uma arma praticamente igual ao chicote de armas, mas sem a corrente. Contudo, a força percussiva do chicote de armas é muito maior do que a da maça de armas, mercê do efeito de alavanca, operado pela corrente.
Com efeito, a corrente, que liga o mango ao pírtigo, torna o chicote de armas um instrumento bélico que não pode ser usado para fins defensivos. Isto porque a utilidade desta arma está necessariamente dependente de o seu portador se encontrar sempre a executar movimentos, que mantenham o pírtigo ou esfera no ar, sob o risco de, ao parar esses movimentos, tornar a arma inútil.
De acordo com alguns autores, como João Coutinho de Oliveira, tendo em conta estas limitações do chicote d'armas, afigura-se pouco verosímil que a mesma tenha sido amplamente utilizada em contexto de combate em batalha campal, exactamente devido às restrições impostas pelo seu estilo de combate, que exigem necessariamente que haja espaço de manobra para que o guerreiro possa movimentar o pírtigo no ar, conferindo-lhe energia potencial cinética. Num contexto de batalha campal um guerreiro, presumivelmente, não teria a liberdade de movimento, para poder manobrar o chicote de armas, sem pôr em causa a sua própria segurança ou dos próprios aliados, que estivessem por perto. De igual modo, o chicote d'armas deixa o portador demasiado exposto e vulnerável a ataques, visto que não oferece quaisquer faculdades defensivas. Sendo certo que há exemplares de chicotes d'armas usados em cavalaria, o seu uso era raro, porquanto acarretavam um risco significativo para o portador e para o próprio cavalo, mercê da natural instabilidade do galope e das próprias vicissitudes de fazer combate a cavalo.
Crê-se que terá sido mormente usada no contexto de justas, torneios, bafordos, cavalhadas e duelos, portanto contextos de cariz bélico, que decorriam em ambientes mais controlados do que um campo de batalha e onde vigiam regras de combate mais escrupulosas.

## História
O chicote de armas, teve como percursor o mangual, instrumento agrícola, por vezes volvido arma plebeia. Do século XIII em diante, com a melhoria das peças de armadura, que se tinham tornado especialmente resistentes às armas cortantes e corto-perfurantes, o chicote de roldão foi ganhando crescente popularidade às mãos dos cavaleiros-vilões. Estas armas conheceram grande utilização na Europa Central e em França, sendo que, sem embargo, se encontram referenciadas em manuscritos pouco amiúde. Tal facto poder-se-á ficar a dever a um certo estigma associado a este tipo de arma, mais conotada com a baixa nobreza e os cavaleiros-vilões, especialmente tendo em conta que se trata de um instrumento bélico que derivou do mangual, arma plebeia.
Em Portugal, os pírtigos consistiam normalmente numa esfera de madeira ouriçada de estrepes. Sendo certo que houve pírtigos com outros formatos.
Os ingleses tiveram uma predileção por chicotes de roldão com vários pírtigos. Em certos casos optavam pelas maças de armas, que eram essencialmente iguais a chicotes de armas, mas sem a corrente, estando, portanto, o pírtigo, ligado à extremidade da haste. Os alemães e os franceses também se demonstraram um tanto atreitos aos chicotes de roldão com mais do que uma esfera metálica, o chamado escorpião.
Estas armas, no entanto, não vingaram em Portugal, pelo que o que persistiu ao longo dos tempos entre nós foi o chicote de armas simples.

## Heráldica
O brasão da brigada mecanizada portuguesa exibe no timbre um leão dourado, com um chicote de armas prateado, asido na pata direita.